# Jack Reacher: Never Go Back
Jack Reacher: Never Go Back is een Amerikaanse actie-misdaadfilm uit 2016 onder regie van Edward Zwick. Het is een boekverfilming van Never Go Back geschreven door Lee Child en het vervolg op de film Jack Reacher uit 2012. Het personage Jack Reacher wordt wederom vertolkt door Tom Cruise.

## Verhaal
Jack Reacher gaat naar zijn vroegere militaire basisplaats in Virginia waar hij een afspraak heeft met majoor Susan Turner. De ontmoeting zal niet plaatsvinden als Turner wordt gearresteerd en Reacher door een officier wordt beschuldigd van een misdaad die hij zich niet meer kan herinneren. Reacher - die wordt achtervolgd door de politie, het leger en een criminele organisatie - gaat op zoek naar Turner zodat hij zijn naam kan zuiveren.

## Rolverdeling
| Acteur            | Personage              |
| ----------------- | ---------------------- |
| Tom Cruise        | Jack Reacher           |
| Cobie Smulders    | Majoor Susan Turner    |
| Aldis Hodge       | Kapitein Anthony Espin |
| Danika Yarosh     | Samantha Dayton        |
| Patrick Heusinger | The Hunter             |
| Holt McCallany    | Kolonel Sam Morgan     |
| Lee Child         | Airportofficer         |

## Achtergrond
Op 9 december 2013 werd door de filmproductiemaatschappijen Paramount Pictures en Skydance Productions het vervolg op Jack Reacher aangekondigd. Op 14 mei 2014 werd bekendgemaakt dat Tom Cruise terugkomt voor zijn rol van Jack Reacher. Op 19 mei 2015 werd Edward Zwick ingehuurd voor de regie. Op 15 augustus 2015 werd Cobie Smulders toegevoegd aan de cast voor de vrouwelijke hoofdrol. De eerste opnames vonden plaats op 20 oktober 2015 in New Orleans. In november 2015 waren er opnames gemaakt in Baton Rouge en in januari 2016 ook in St. Francisville. De originele filmmuziek is gecomponeerd door Henry Jackman en werd op 21 oktober 2016 ook vrijgegeven op een soundtrackalbum door Paramount Music.